# حریر (روستا)
حریر، روستایی از توابع بخش مرکزی شهرستان دالاهو در استان کرمانشاه ایران می باشد.

## موقعیت
روستای حریر در فاصلهٔ ۵ کیلومتری شهر کرند غرب و ۱۰۰ کیلومتری کرمانشاه قرار دارد. آب و هوای روستا در بهار و تابستان معتدل و در زمستان سرد است.

## مردم
مردمان این روستا به زبان کردی کرندی تکلم می‌کنند، اکثریت اهالی پیرو آیین یارسان و از ایل گوران کرندی می‌باشند و اقلیتی از مردم روستا نیز شیعه مذهب هستند.

## اماکن دیدنی
با توجه به زیبایی‌های طبیعی، وجود چشمه پرآب موسوم به سراب حریر، کوهستان و باغات این روستا پتانسیل جذب بوم گرد و گردشگر را دارد.

## جمعیت
این روستا در دهستان حومه کرند قرار داشته و بر اساس سرشماری سال ۱۳۸۵ جمعیت آن (۲۴۱خانوار) ۹۳۱نفر بوده‌است.
.

## فرهنگ
لباس و پوشش مردم حریر، لباس کردی و شامل شلوار کردی، سربند، کلاش، ماشته، کلنجه و زورین است. گرزان، چوتوپ، خومان شارکی، قاواتان، گردکان بازی، قل قلان و قمچان از بازی های محلی مردمان این روستا می باشد.